# Rue Vaneau
Koordinaten: 48° 51′ N, 2° 19′ O
Rue Vaneau ist eine ca. 750 m lange Straße auf der Rive Gauche, dem linken Ufer der Seine in Paris.

## Lage
Die Straße befindet sich im Quartier des Invalides des 7. Arrondissements. Sie mündet nördlich in die Rue de Bellechasse und südlich in die Rue de Sèvres.

## Namensursprung

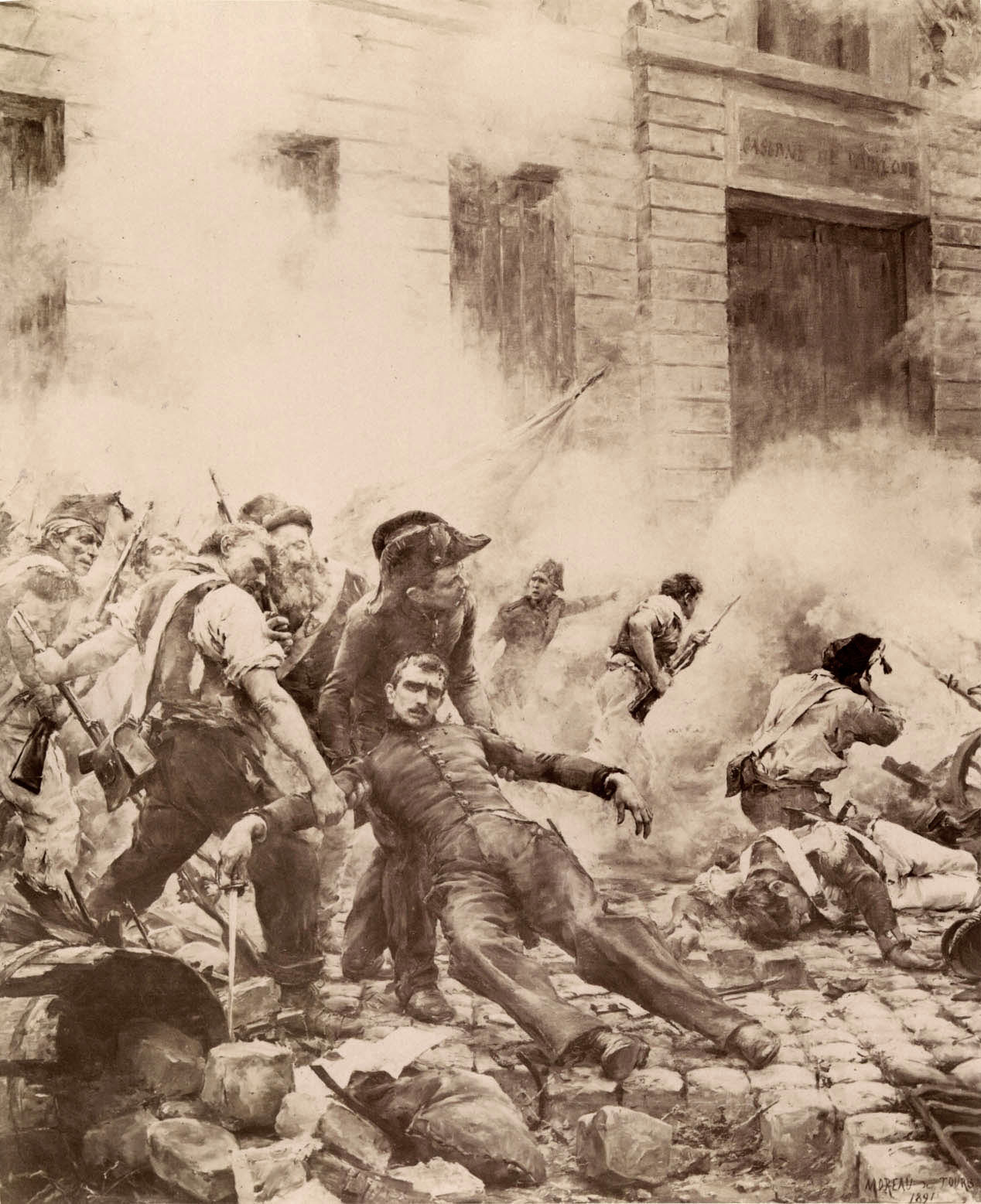
La mort du polytechnicien Vaneau, Georges Moreau de Tours

Sie trägt den Namen von Louis Vaneau, einem Polytechniker (Promotion X1829), der am 29. Juli 1830 während der Julirevolution bei der Einnahme der von der Schweizer Garde besetzten  Kaserne Babylone vor dem Volk starb.

## Geschichte

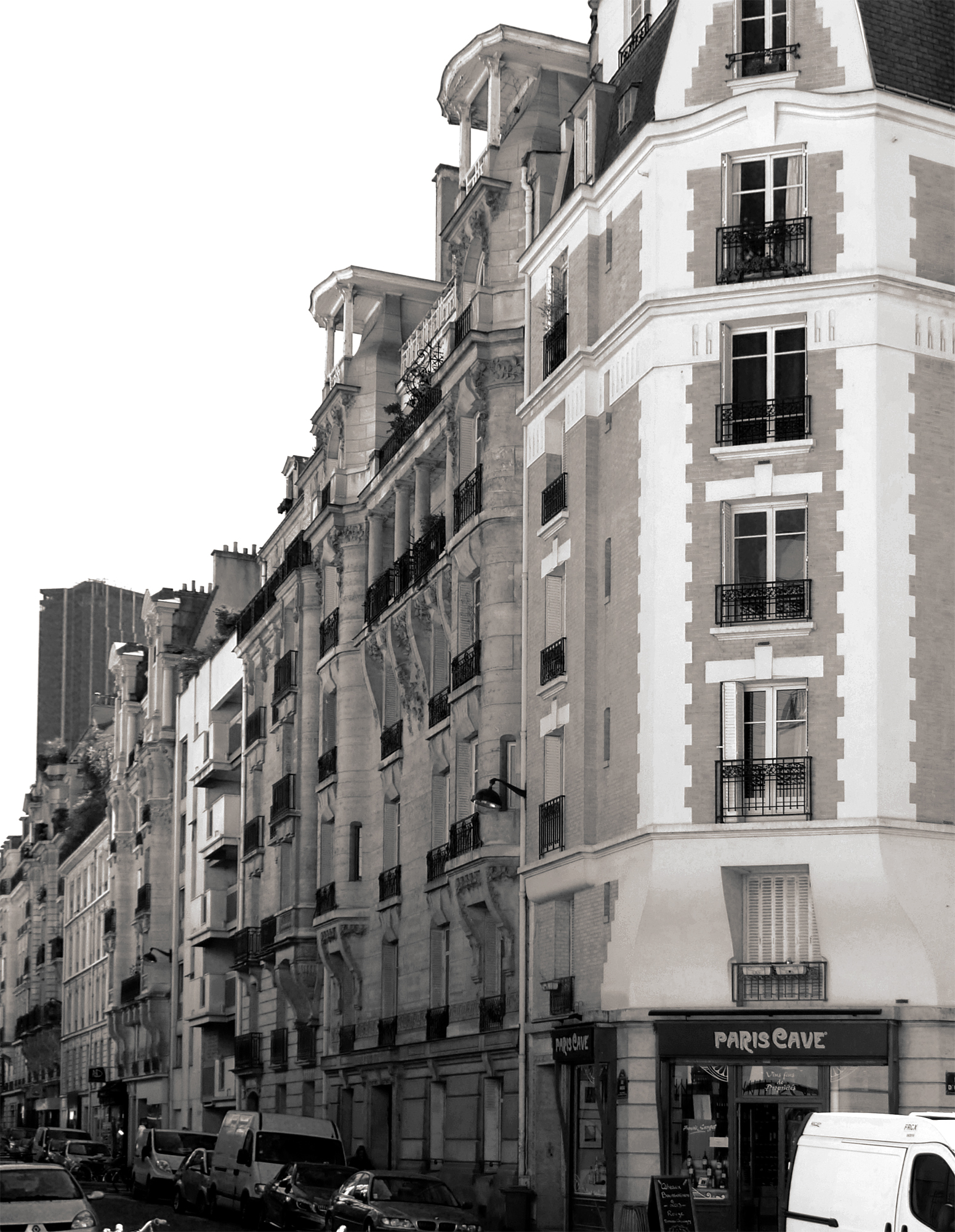
Rue Vaneau; im Hintergrund der Tour Montparnasse

Diese Straße wurde aus drei Straßen zunächst unter dem Namen «Rue de Vanneau» (mit zwei „n“) auf Ministerellen Beschluss vom 8. Januar 1850 gebildet und dann per Dekret vom 10. November 1873 in «Rue Vaneau» (mit einem „n“) umbenannt.
- Der erste Teil liegt zwischen der Rue de Varenne und der Rue de Babylone:
  - 1826 entwarf M. Roupevin, ein Architekt, dem die Häuser Montebello und Chimay gehörten, das Projekt, eine 12 Meter breite Straße auf ihrem Gelände zu eröffnen.

Eine königliche Verordnung vom 19. Juni 1826 hierzu lautet:

« Article 1. – Le sieur Rougevin est autorisé à ouvrir, sur les terrains qui lui appartiennent entre les rues de Varenne et de Babylone, à Paris, une nouvelle rue de 12 mètres de largeur… »

„Artikel 1: Sieur Rougevin ist berechtigt, auf dem ihm gehörenden Grundstück zwischen der rue de Varenne und der rue de Babylone in Paris eine neue Straße von 12 Metern Breite zu eröffnen...“

Dieser Durchbruch wurde sofort ausgeführt und erhielt den Namen «Rue Mademoiselle» wegen seiner Nähe zu den Herrenhaus von Adélaïde d’Orléans. Dieses Anwesen in der 55, Rue de Varenne gehörte ursprünglich Charles Auguste de Goyon de Matignon und dem Prinzen von Monaco. Durch Ministerialbeschluss vom 6. Oktober 1830 wurde diese öffentliche Durchgangsstraße in Rue Vanneau (mit zwei „n“) umbenannt.
- Der zweite Teil liegt zwischen der Rue de Babylone und der Rue Oudinot:
  - Ursprünglich gehörte dieser Teil zur Rue des Brodeurs und trug auch deren Namen. Aufgrund eines Ratsbeschlusses vom 1. Juli 1780 wurde er umbenannt in «Rue Pochet» zu Ehren von Jean-Baptiste André Pochet, Schildknappe (französisch Écuyer), Königlicher Rat und Échevin.
Ein ministerieller Beschluss vom 15. Floréal im Jahr V (4. Mai 1797), unterschrieben von Pierre Bénézech, bestimmte die Breite von 7,7 m für diesen öffentlichen Weg.
1806 wurde der Weg wieder mit der Rue des Brodeurs zusammengelegt.
Entsprechend dem Ministerbeschluss vom 14. September 1829 wurde öffentliche Weg umbenannt in «Petite–Rue–Mademoiselle», denn er verlängerte die Rue Mademoiselle.
Aufgrund eines Königlichen Erlasses vom 12. Dezember 1845 wurde die Breite des Weges auf 12 m festgelegt.
Entsprechend dem Ministerbeschluss vom 8. Januar 1850 wird die Straße mit der Rue Vanneau (mit zwei «n») zusammengelegt.
- Dritter Teil, zwischen der rue Oudinot und der Rue de Sèvres:
  - In einem Schriftstück der Abtei Saint-Germain-des-Prés von 1642 wird hier von der «Rue de Brodeval-derrière-les-Incurables» gesprochen.
1644 wird sie unter dem Namen «Rue du Lude» aufgeführt.
Einige Zeit später bekam sie den Namen «Rue des Brodeurs». Sie dehnte sich dann aus bis zur Rue de Babylone.
Um 1783 bekam der Weg zwischen der Rue Plumet und der Rue de Babylone den Namen Rue Pochet.
Ein ministerieller Beschluss vom 15. Floréal im Jahr V (4. Mai 1797), unterschrieben von Pierre Bénézech, bestimmte die Breite von 8 m für die Rue des Brodeurs.
1806 wurde der Teil, der Rue Pochet genannt wurde, wieder zusammengelegt mit der Rue de Brodeurs und nahm deren Namen wieder an.
1829 wurde dieser Teil unter dem Namen «Petite–Rue–Mademoiselle» geführt.
Der Königliche Erlass vom 12. Dezember 1845 legte die Breite der Rue des Brodeurs auf 12 m fest.
Aufgrund der schon erwähnten Ministerentscheidung vom 8. Januar 1850 wurde die Straße mit der Rue Vanneau (mit zwei «n») zusammengelegt.

## Bemerkenswerte Gebäude
- Nr. 1bis: Eine Tafel erinnert daran, dass hier André Gide von 1926 bis 1951 lebte.
1944 wohnte Albert Camus hier.[3]
- Nr. 9: Julien Green lebte hier mehr als 25 Jahre bis zu seinem Tod 1998.[4][5]
- Nr. 14 (ehemals 8): Das Gebäude im Stil Neorenaissance wurde 1835 für den Bauunternehmer Louis Genaille vom Architekten Pierre-Charles Dusillion errichtet. Die Skulpturen sind von Johann Dominik Mahlknecht.[6]
- Nr. 38 (und 23): Wohnung von Karl Marx in den Jahren 1843 bis 1845.[7]
- Nr. 54: Robert Casadesus wohnte hier von 1924 bis 1972.

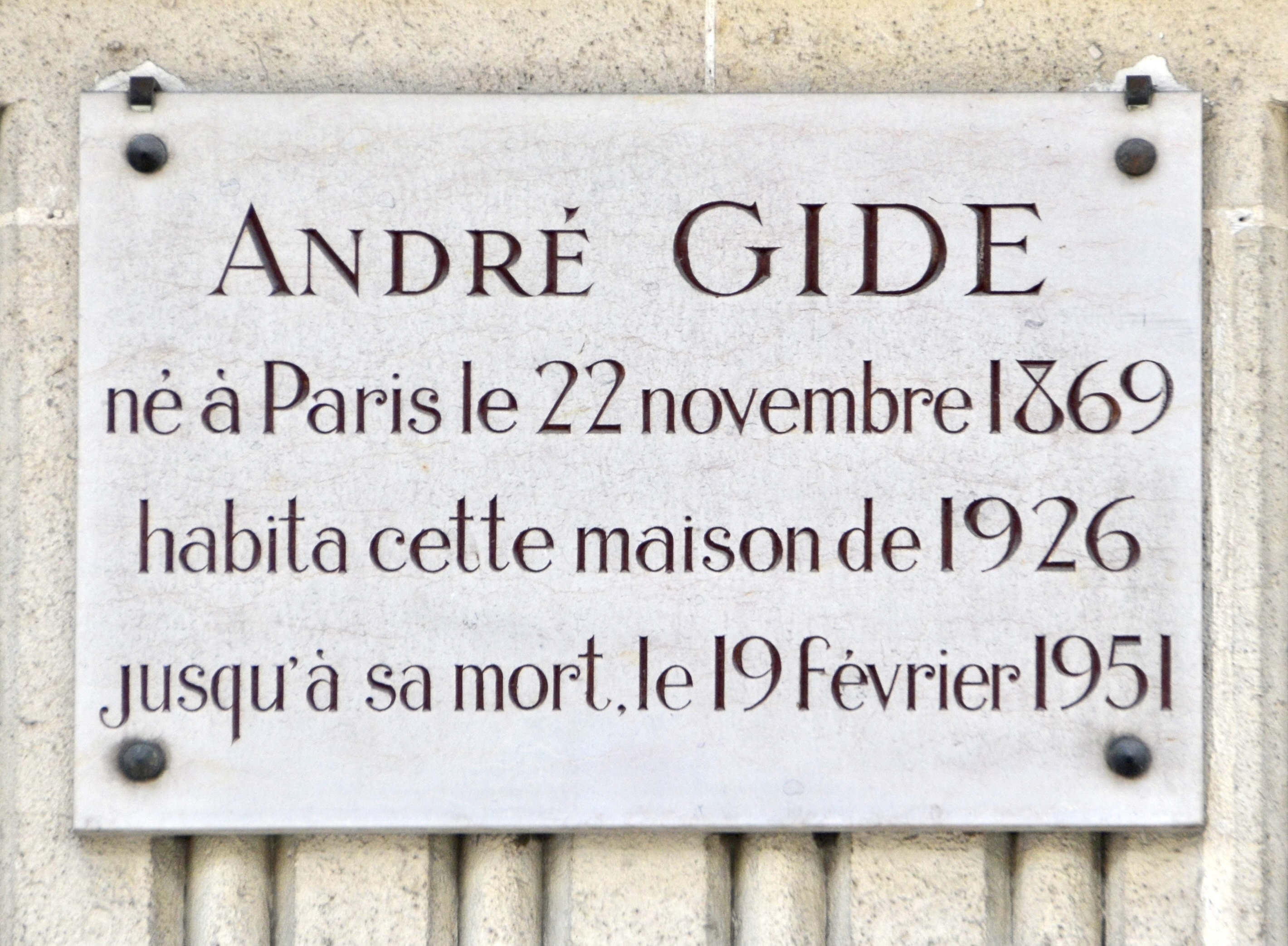
Tafel an Nr. 1bis für André Gide
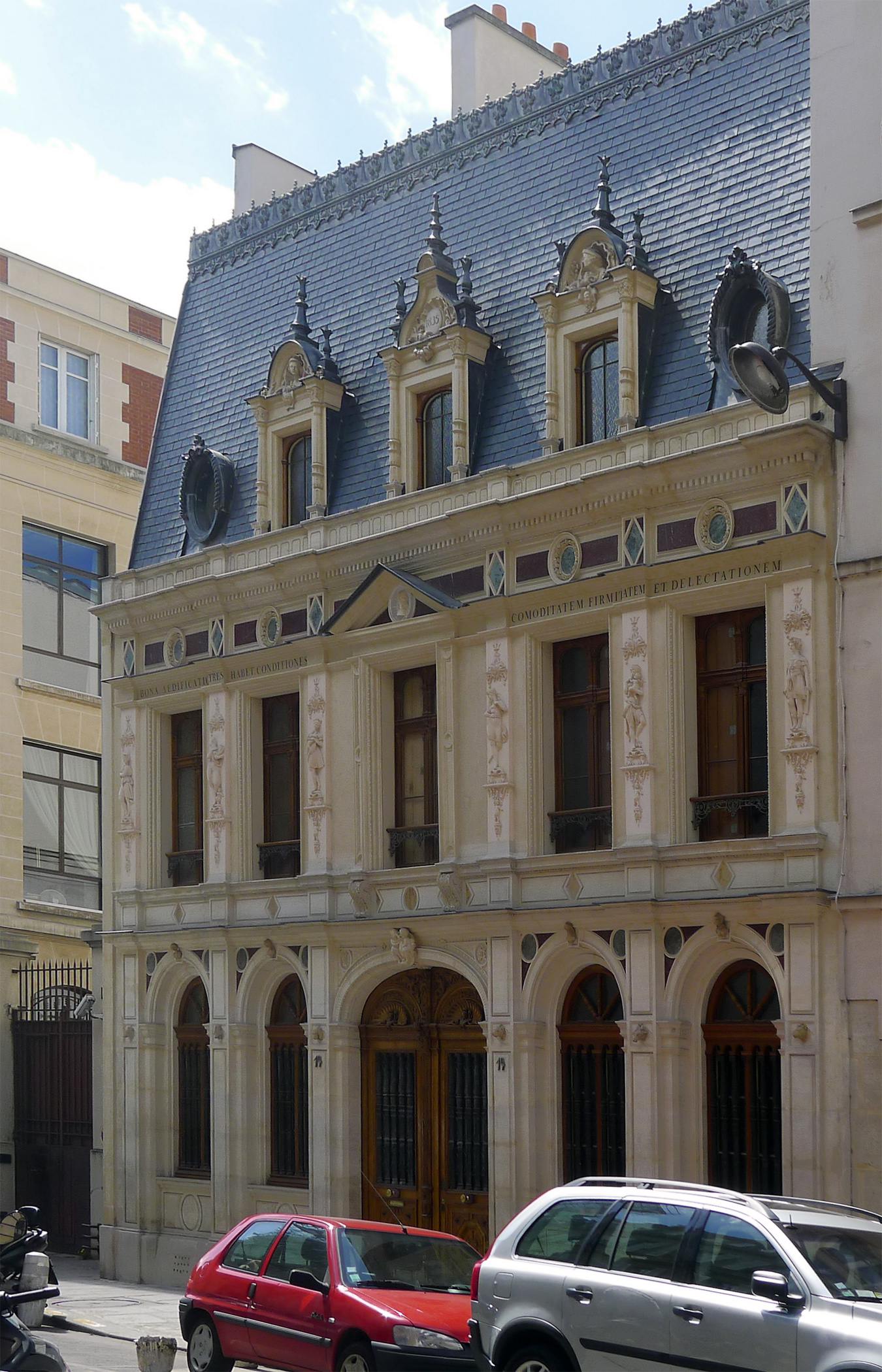
Fassade von Nr. 14
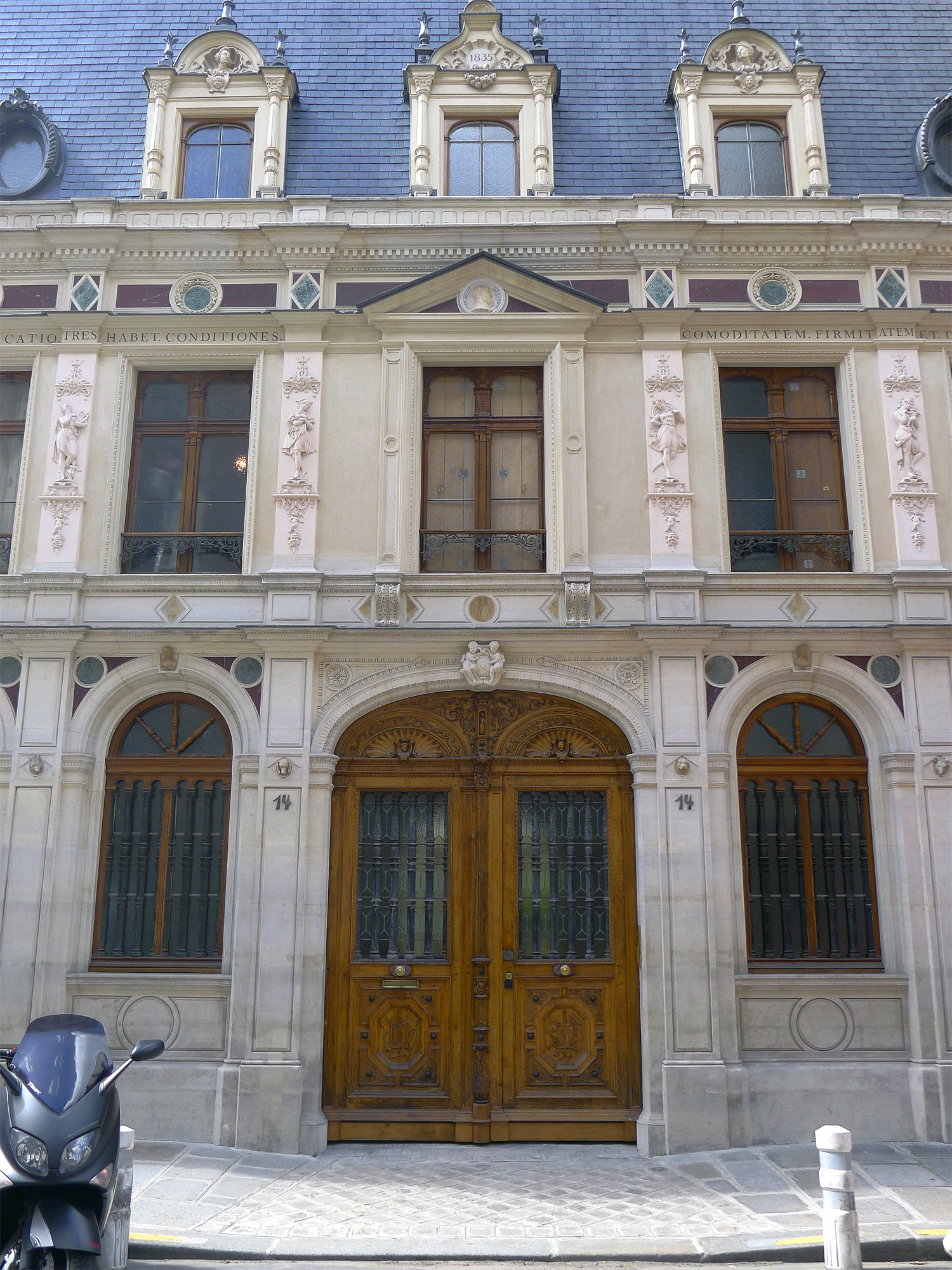
Fassade von Nr. 14 (Medaillon von Philibert Delorme in der 1. Etage)
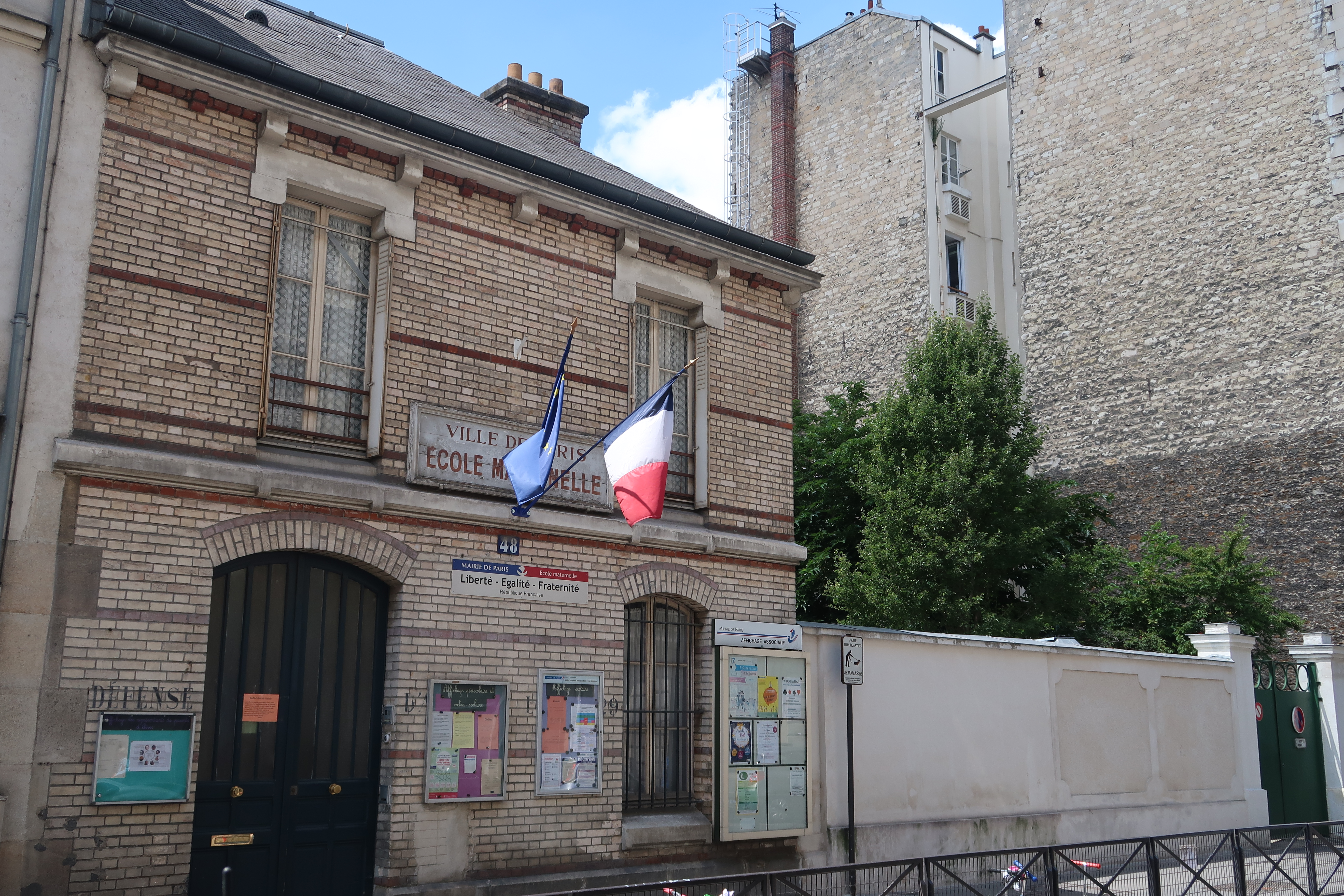
École maternelle, Nr. 48
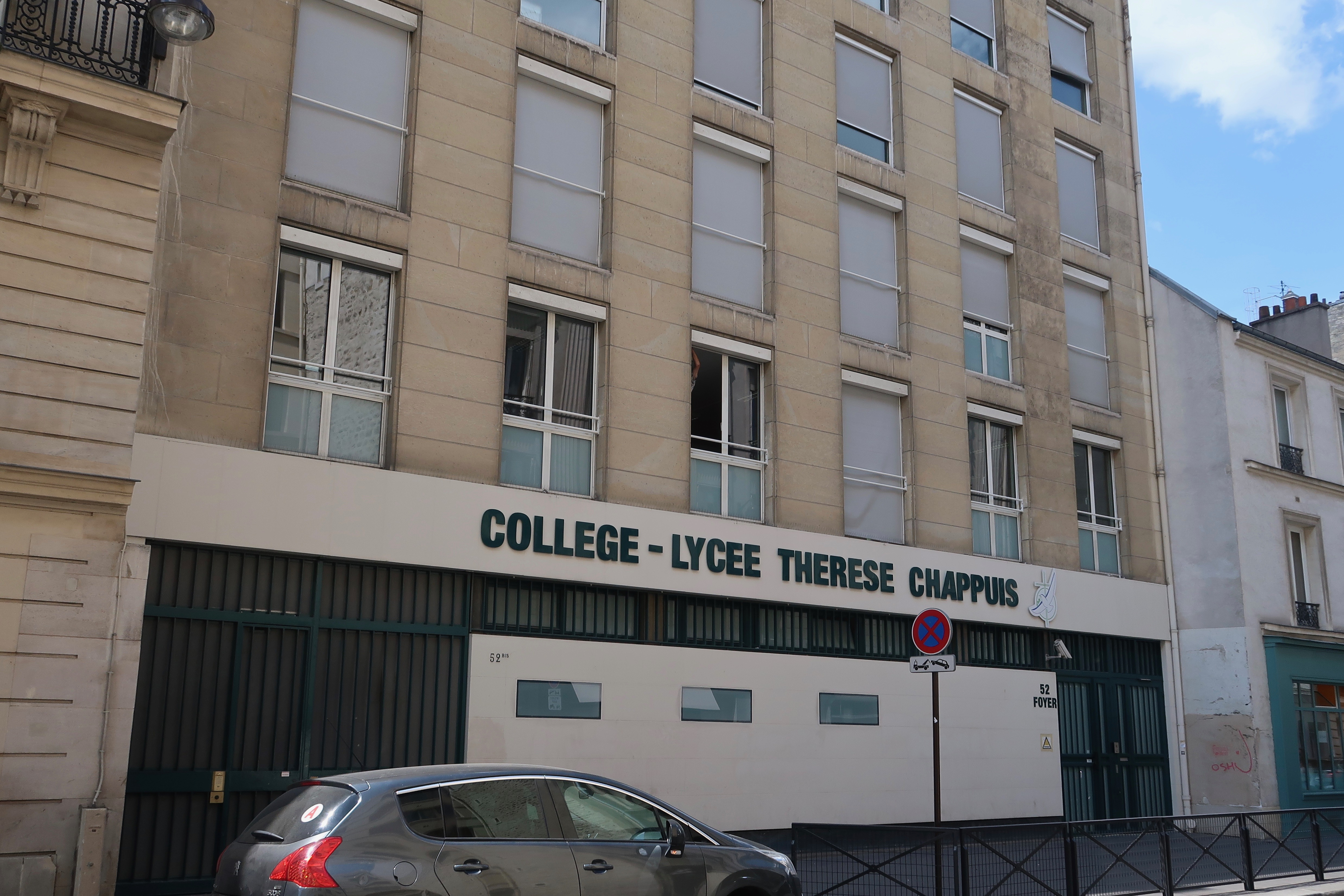
Lycée Thérèse-Chappuis, Nr. 52
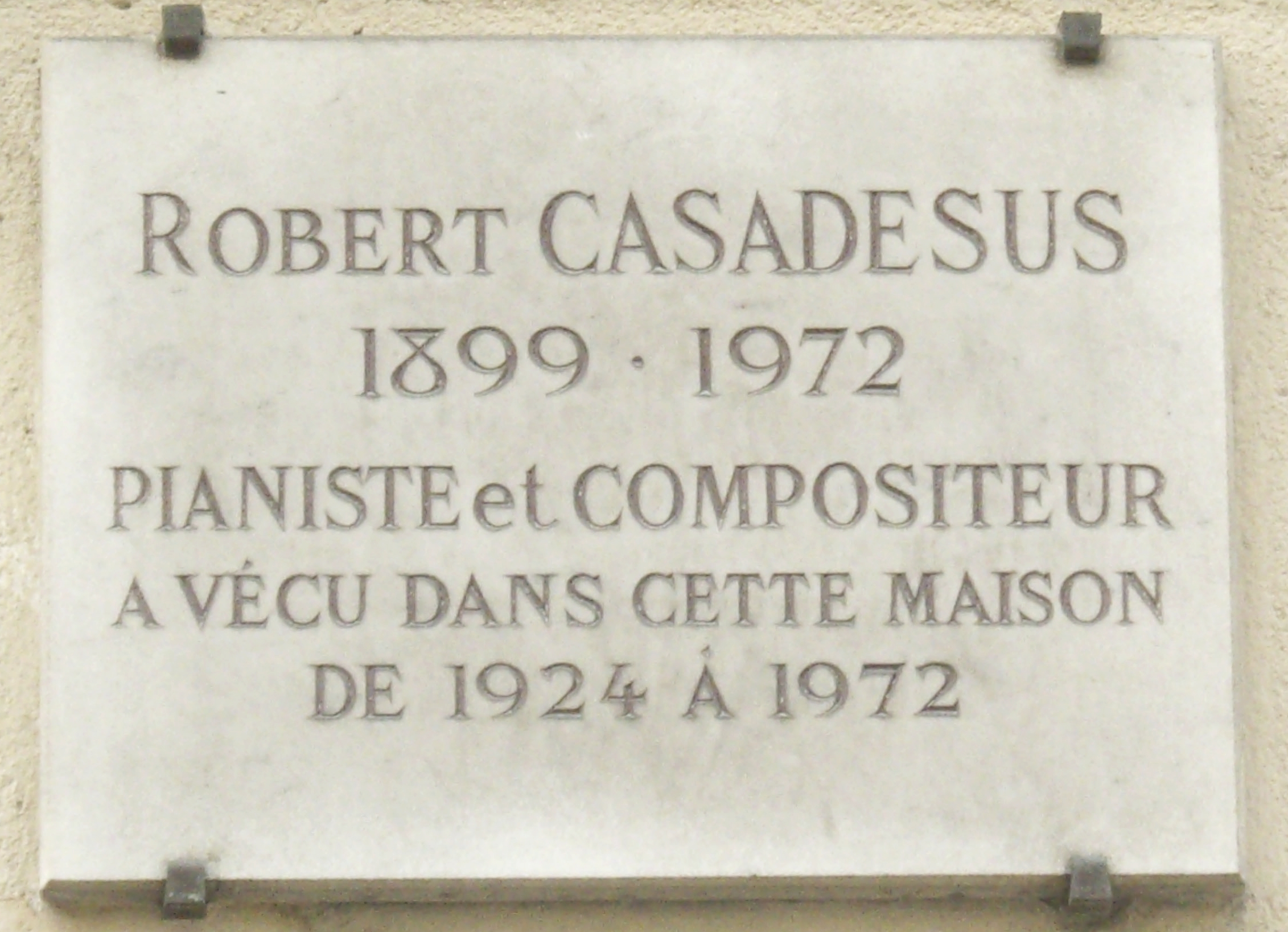
Tafel an Nr. 54 zum Gedenken an Robert Casadesus.
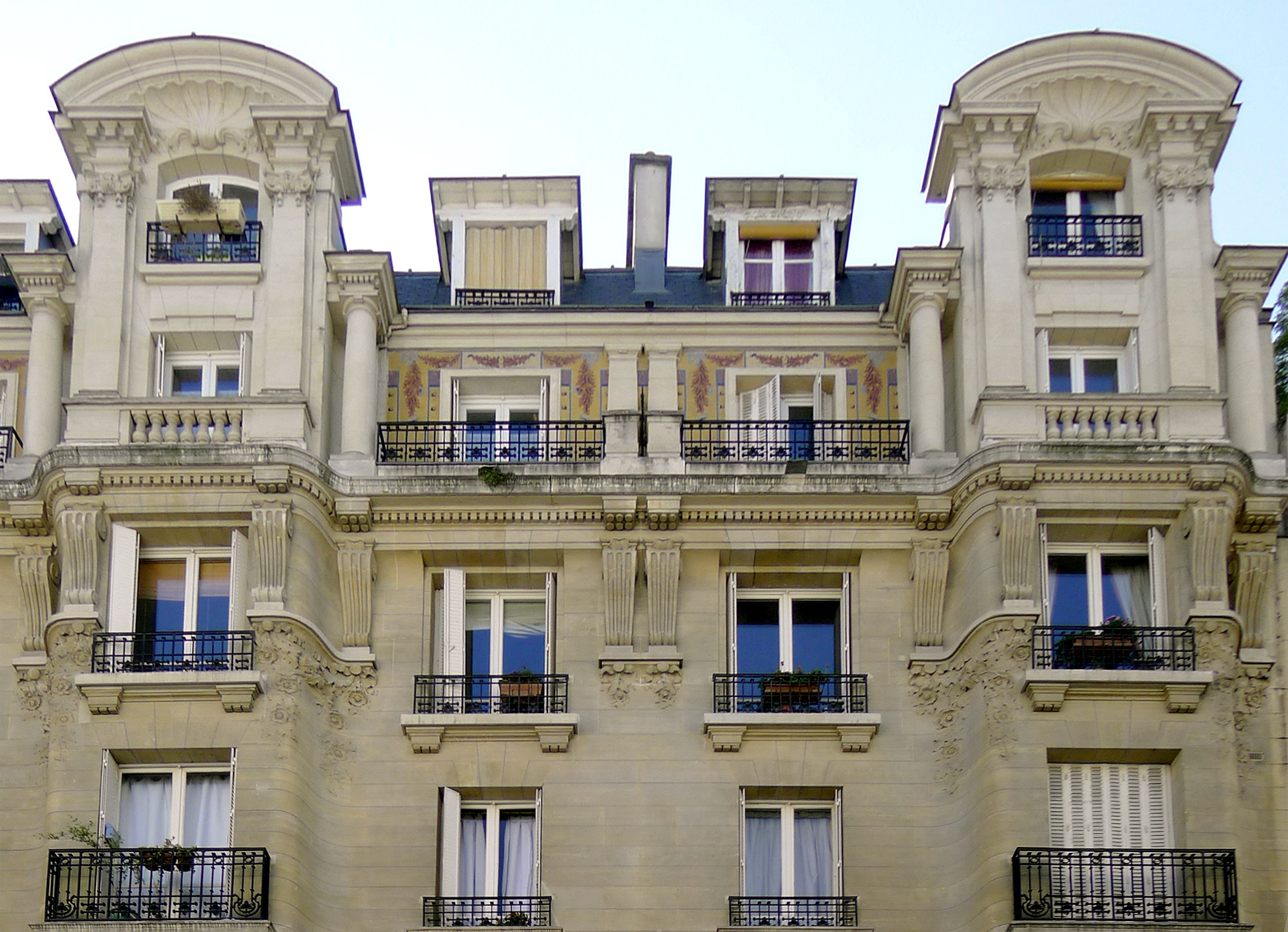
Nr. 74: Detail der Fassade